# Robin Rydqvist
Robin Rydqvist, född 11 mars 1969, är en svensk trumpetare.

## Biografi
Rydqvist är född och uppvuxen i Tranemo. Han började spela trumpet som tioåring efter att ha sett en konsert med trumpetaren Ernie Englund. 1990 gjorde han militärtjänst i Arméns musikpluton, och därefter var han frilansande musiker på Göteborgsmusiken (sedan 2007 Göteborg Wind Orchestra) och Bohuslän Big Band. 1996 blev han fast anställd vid Göteborgsmusiken, och samma år bildade han brassensemblen Big Fat Brass, som spelade på Liseberg i 15 säsonger. Han har även spelat med Lisebergsorkestern och med Galenskaparna & After Shave i Den ofattbara orkestern XL.